# Nidrā
Nidrā (en sanskrit IAST ; devanāgarī: निद्रा) est un terme sanskrit qui signifie, selon Les Yoga Sūtra de Patañjali, l'absence de connaissance d'objets ou le sommeil. C'est un des cinq Vṛtti dans ce système philosophique. Plus largement, nidrā à le sens de sommeil au sens large, de somnolence ou celui de perte de l'attention. Il ne faut pas confondre ce terme avec le vocable suṣupti qui désigne l'état de sommeil profond sans rêve et qui correspond dans la Mandukya Upanishad au troisième stade de conscience. 